# Vårkällört
Vårkällört (Montia minor) är en källörtsväxtart som beskrevs av C. C. Gmelin. Vårkällört ingår i släktet källörter, och familjen källörtsväxter. Inga underarter finns listade i Catalogue of Life.